# Sanos

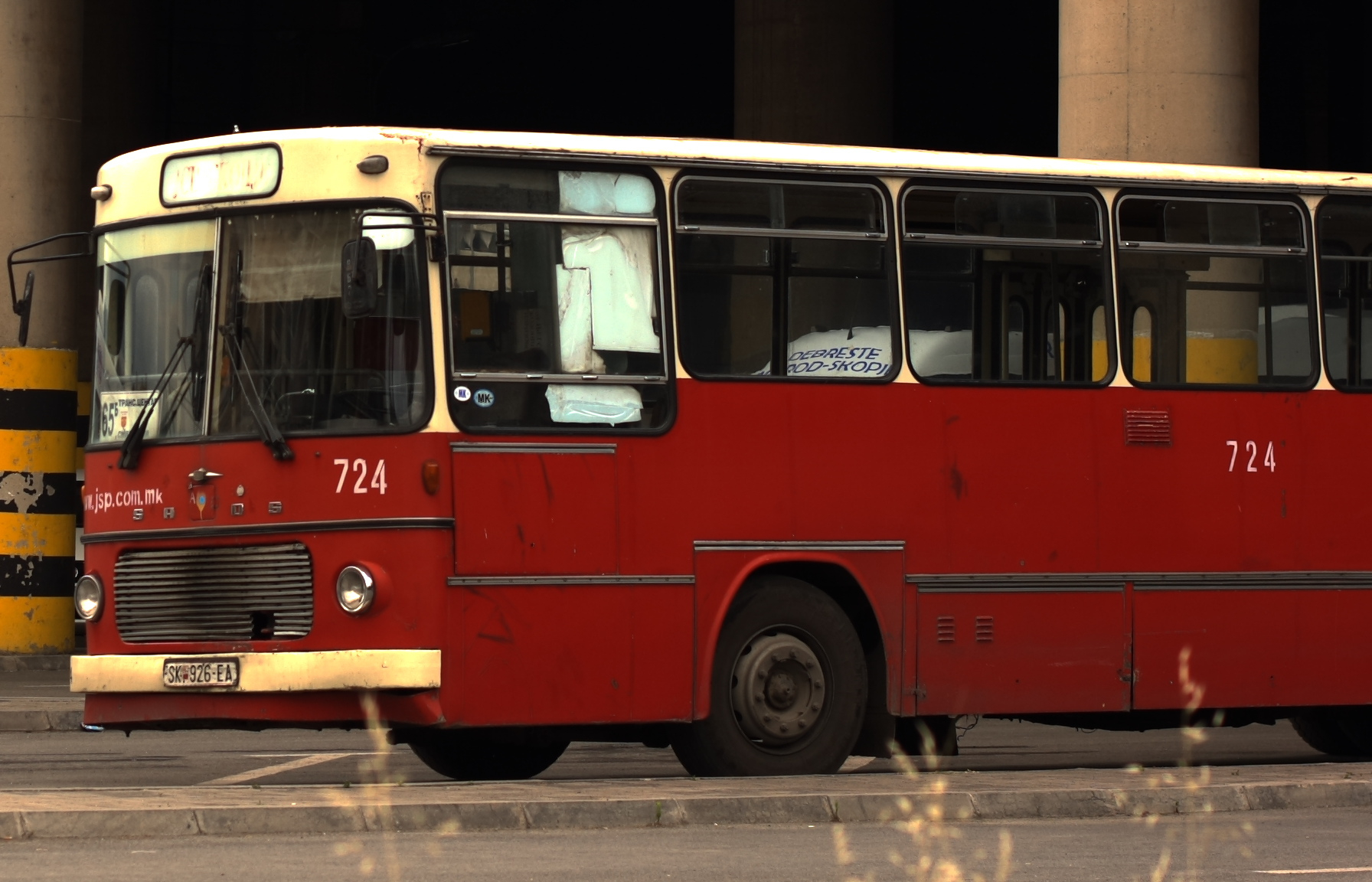
Sanos S115

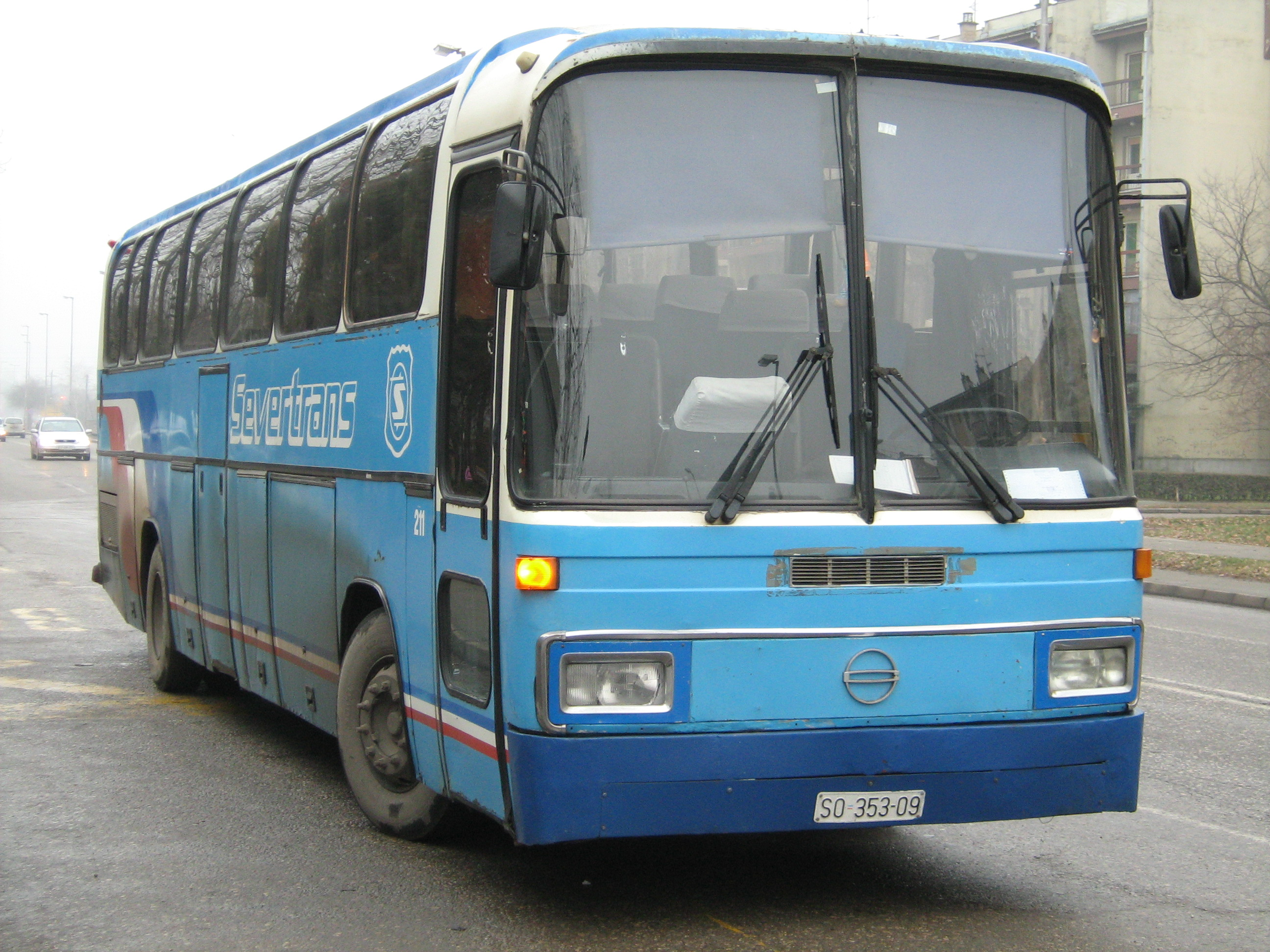
Sanos S315 w Serbii

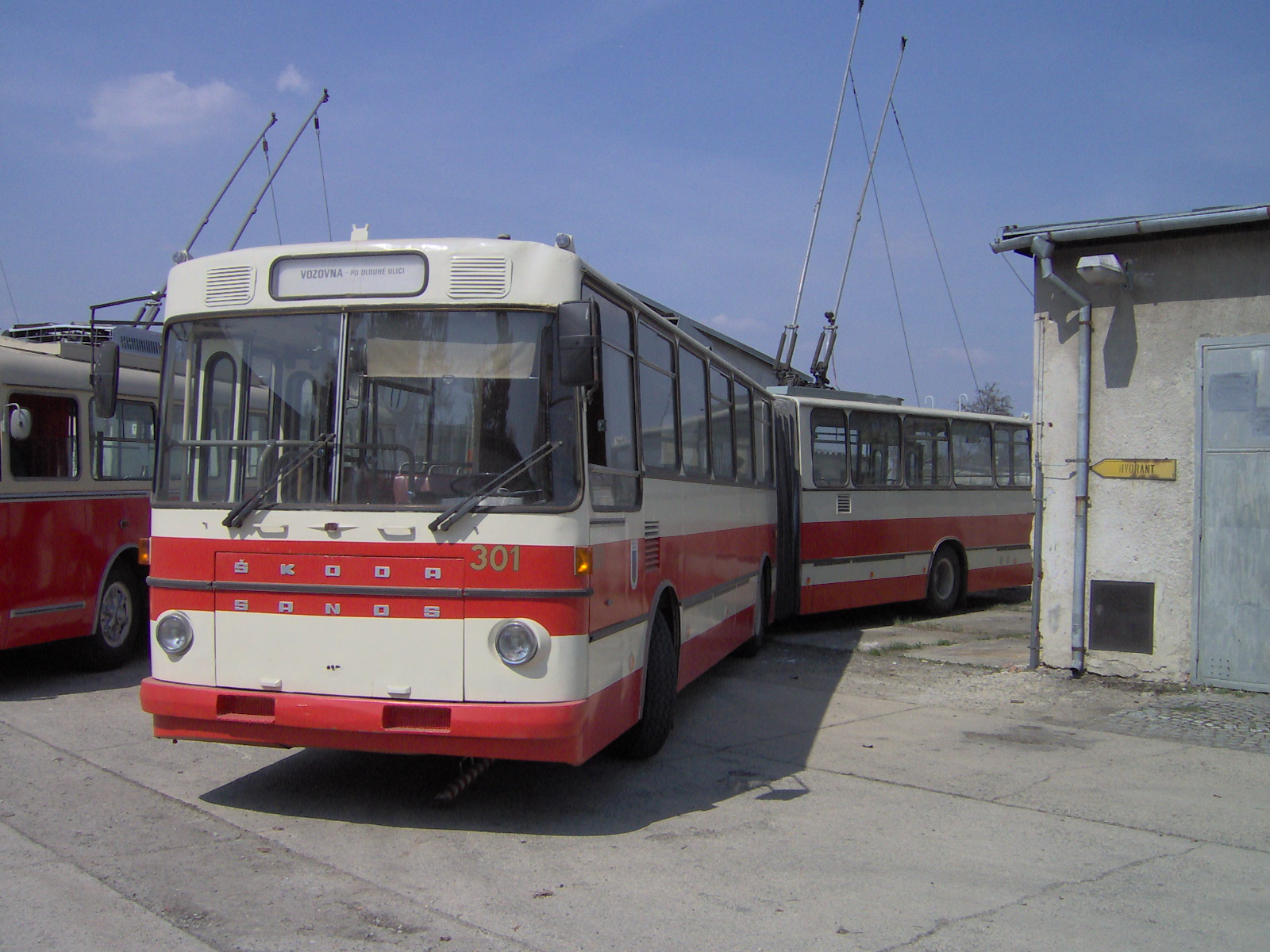
Škoda-Sanos S 200T trolejbus

Sanos – jugosłowiański, a następnie macedoński producent autobusów, który swoją siedzibę ma w stolicy kraju – Skopje.

## Historia
Fabryka FAS (Fabrika za avtobusi Skoplje) „Karoserija 11 Oktomvri“ powstała w 1946 roku jako zakład państwowy, mimo że już w 1930 roku funkcjonował tu warsztat naprawczo-produkcyjny zatrudniający 30 pracowników.
Autobusy przedsiębiorstwa Sanos były produkowane na licencji Daimler–Benz AG, bazowano na modelach Mercedesów: O317K, O302 i O303. Sanos eksport swoich pojazdów rozpoczął w latach 70. i 80. między innymi do Polski. Od 1973 do 1990 roku przedsiębiorstwo POL-MOT sprowadziło z Jugosławii łącznie 3385 sztuk modeli S14, S314, S415 autobusów marki Sanos.
Nazwa Sanos wiąże się z zastosowaniem w tych autobusach samonośnego nadwozia (maced. самоносечка каросерија; samonoseczka karoserija). W roku 1967 ówczesna Sanocka Fabryka Autobusów podjęła współpracę z jugosłowiańskim producentem, w wyniku czego w Polsce, w Sanoku stworzono 15 prototypowych egzemplarzy modelu Sanos A9. W przeszłości we współpracy z czechosłowackim przedsiębiorstwem Škoda, Sanos produkował też trolejbusy typu 115Tr (solowy) oraz 200Tr (przegubowy).
Autobusy Sanos powstawały w Jugosławii w kooperacji 3 wytwórni: Fabrika Automobila Priboj (FAP) produkująca tylne mosty, układ przeniesienia napędu i układ hamulcowy, fabryka Famos w Sarajewie – silniki i skrzynie biegów, natomiast fabryka w Skopje, wytwarzała nadwozia i wykonywała ostateczny montaż. Wszystkie z wymienionych fabryk wraz z czwartą o nazwie TAZ, mieszczącą się w Zagrzebiu i produkującą autobusy Dubrava zgrupowane były w zrzeszeniu FAP Famos Beograd. Autobusy Sanos budowane były z silnikami umieszczonymi z tyłu, natomiast autobusy Dubrava w zależności od modelu, miały silniki umieszczone z przodu lub z tyłu. Autobusy obu marek miały podobną konstrukcję środkowej partii nadwozia, a różnica w wyglądzie zewnętrznym dotyczyła przedniej strony nadwozia. Na masce autobusów widniał napis Sanos, a nad napisem umieszczono charakterystyczne logo w kształcie poziomo ułożonej igły kompasu przedsiębiorstwa FAP (która produkuje ciężarówki i autobusy w Serbii), w latach 80. XX wieku zmieniono wypełnienie tarczki na FFB (od FAP Famos Beograd). W 1991 roku Macedonia odłączyła się od Jugosławii, co wiązało się z rozpadem zrzeszenia FAP Famos i ciężką sytuacją dla fabryki. W 2001 roku produkcja zostaje wstrzymana, a w 2004 roku fabrykę przejęło przedsiębiorstwo Unitires i produkcja została przywrócona czego efektem był powrót marki Sanos na rynek.

## Modele Sanosów
- Sanos S14
- Sanos S115
- Sanos S200
- Sanos S208
- Sanos S213
- Sanos S215
- Sanos S217
- Sanos S218
- Sanos S311
- Sanos S314
- Sanos S315
- Sanos S403
- Sanos S404
- Sanos S409
- Sanos S411
- Sanos S415
- Sanos S511
- Sanos S515
- Sanos S608
- Sanos S715